# 配體 (生物化學)

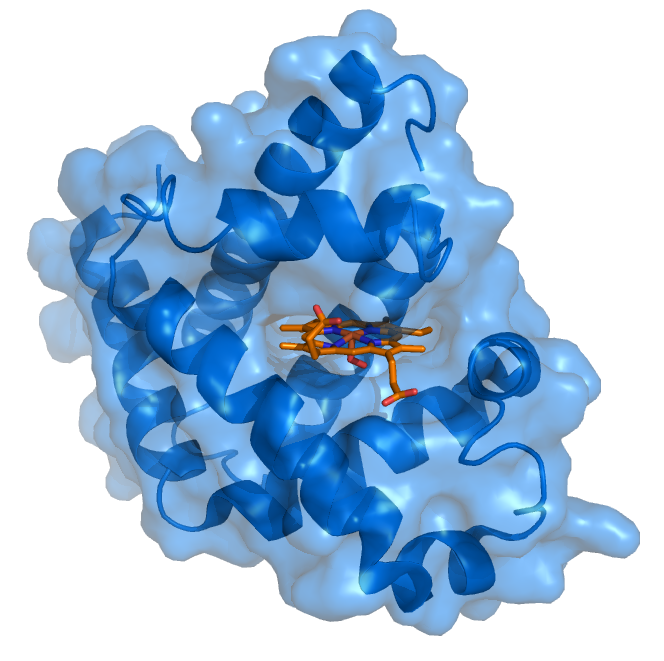
肌紅蛋白（藍色）與它的配體血基質形成的複合物，兩相結合才能發揮儲存氧氣的機能

在生物化學和藥理學中，配體（英語：ligand）是指一種能與受体結合以產生某種生理效果的物質。在蛋白質—配體複合物中，配體通常是與靶蛋白特定結合位點相連的信號觸發分子。而在DNA—配體複合物中，與DNA雙鏈相連的配體在一般情況下可以是任何的小分子或離子甚至是蛋白質。值得注意的是，生物化學中的配體和化學中定義的配體（比如銅氨絡離子中，氨是銅離子的配體）並無實際聯繫，配體未必要結合在金属原子上。
配體與受體的連接由諸如離子鍵的化學鍵或氫鍵、范德華力等分子間作用力維繫。它們的連接過程通常是可逆的，配體與受體之間形成的真正難以斷開的共價鍵在生物界是相當罕見的。
配體在與受體結合後，可以改變它們的立體構型，而立體構型又常常決定了蛋白質的功能。配體包括底物、酶抑制劑、酶激活劑、以及神經遞質。配體與受體結合的難易度與結合後的強度叫做親和力。兩者越容易結合，結合後結合的強度越大，則親和力越強，反之亦然。親和力不僅由配體和受體間的直接的相互作用決定，還由溶劑效應決定，后者間接主導溶液中的非共價性結合。
用放射性同位素標記的放射性配體已被用作正電子發射計算機斷層掃描（PET）中的放射性示蹤劑。此外，這種物質還被用於在體外進行的配體—受體結合研究。

## 内源性與外源性
内源性配体是指体内原本就存在能与受体结合，能调节生理作用的生物活性分子。外源性配体则是体内原本不存在，却能与受体结合的外来分子。

## 選擇性與非選擇性
選擇性配體只能與寥寥幾種受體結合，而非選擇性配體則可以與相對較多的受體結合。這在藥理學中非常重要——非選擇性的藥物往往會產生更多的副作用，因爲這類藥物在與能產生所需效果的受體結合的同時還會與其他的受體結合。

## 受體與配體間的結合親和性
大部分配體和相應結合位點的結合都可用相應的親和性來表徵。一般情況下，受體與配體間的作用力越大，結合的親和性也越高，反之亦然。另外，親和性高的結合可以維持更長時間。受體與配體間高親和性的結合在生理上十分重要，特別是在結合所需能量會改變受體結構時，因爲受體結構的改變能使相關的離子通道或酶的行爲發生改變。

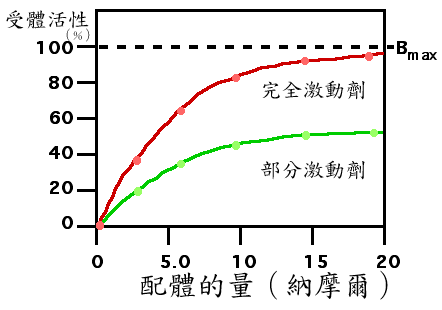
兩種結合親和性相近的激動劑

能夠改變受體的功能並引發相應生理反應的配體稱爲相應受體的「激動劑」。激動劑的效果能由它所引發的生理反應的強度或引發相應生理反應所需要的激動劑的量表徵。與受體結合親和性高的配體在量相對少的情況下就足以最大程度地佔據結合位點，引發相應生理反應。反之，與受體結合親和性低的配體要想最大程度地佔據結合位點，引發相應生理反應則需要相對較大的量來實現。如右圖所示，兩種不同的激動劑都與相同的受體結合位點相結合，而其中只有一種激動劑可以最大程度地刺激受體，這種配體被稱爲「完全激動劑」。另外一種激動劑只能部分地刺激受體發生生理反應，因而被稱爲「部分激動劑」。該圖中所示的完全激動劑在濃度大約是5 x 10−9mol时，能激活半數受體發生相應生理反應的。
能使得受體不發生相應生理反應的配體稱爲「（受體）拮抗劑」。

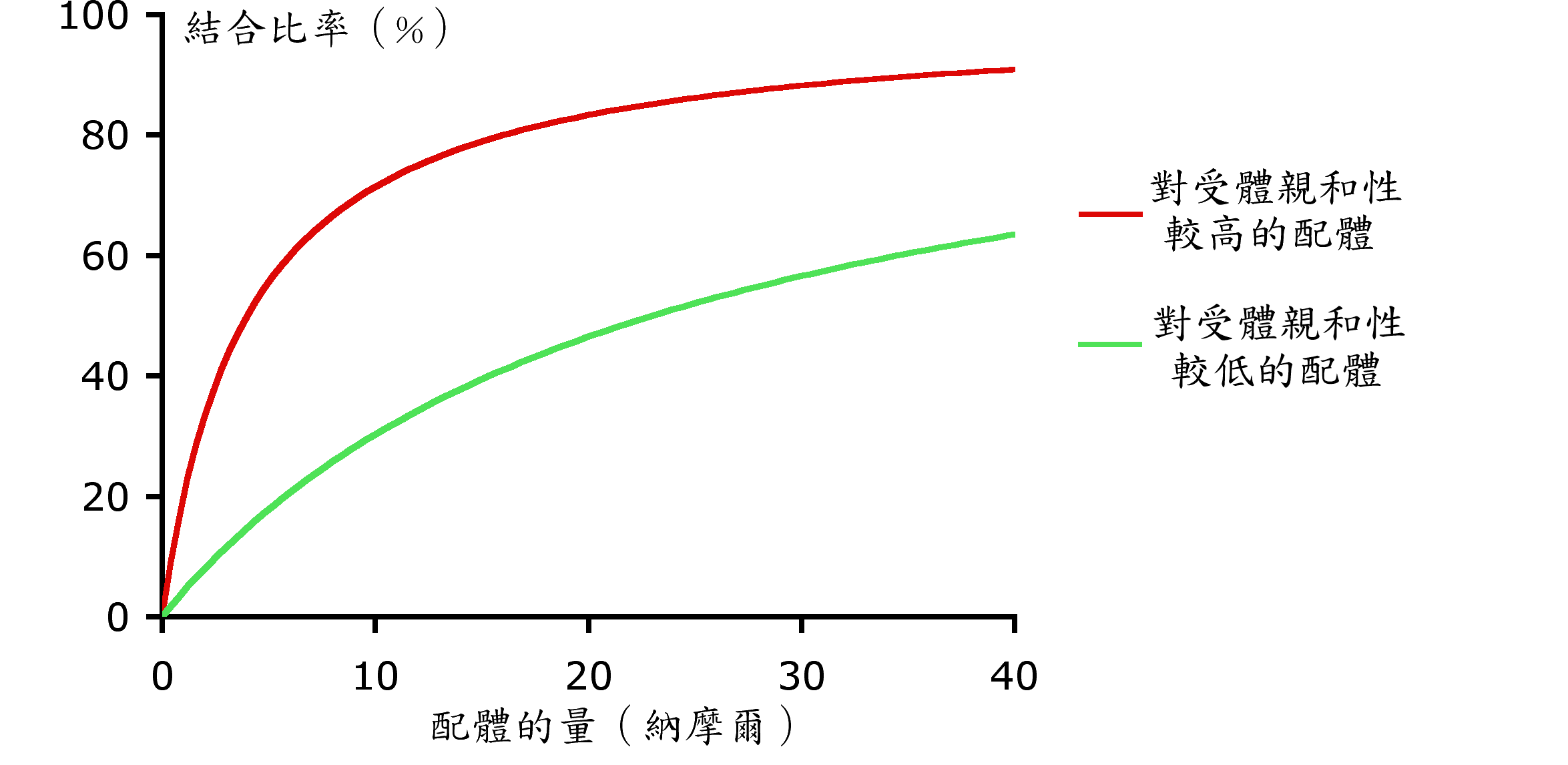
兩種與受體結合親和性不同的配體

如左圖所示，兩根曲線所代表的分別是兩種與受體結合親和性不同的配體。配體對受體的結合能力通常是由半數的受體結合位點被配體佔據時的濃度表徵的，該濃度稱爲IC50，與解離常數Kd有關但有區別。圖中紅色曲線所表示的配體比起綠色曲線所表示的配體有更高的結合親和性和更小的Kd值。如果這兩種配體同時存在的話，那麼高親和性的配體與受體結合更多。這也就是一氧化碳能優先於氧氣與血紅蛋白結合，從而導致一氧化碳中毒的原理。
配體對受體的結合親和性通常藉由用放射性同位素標記的配體来確定，這種配體稱爲「熱配體」。「同源競爭性結合實驗」（Homologous competitive binding experiments）的原理就是讓帶有放射性的「熱配體」和不帶放射性的「冷配體」競爭結合位點。不過，表面等離子體共振和雙偏振干涉等不涉及放射性標記的方法也可以藉由對濃度的測定，定量地測出配體對配體的親和性，不過這種方法還是要用到動力學在結合和解離方面的原理。另外，後兩種方法還要用到受體與配體的結合所引起的受體構象變化。最近，科學家還開發出了另一種非固定化的測定方法——微型熱泳法（Microscale Thermophoresis，縮寫爲MST）。這種測定結合親和性的方法不受配體分子量所限。
另外，也有研究使用統計力學的方法來測定配體對受體的結合親和性。

### 與藥物潜能的关系
單純的結合親和性數據並不能決定相關藥物的整體效价强度。藥物的潜能是結合親和性和配體效能複雜相互作用後的結果。配體的效能指的是配體讓受體產生相應的生理反應的能力和產生相應生理反應所需的劑量。根據所引起的反應不同，相關的配體可以被分爲激動劑、拮抗劑、反激動劑等几類。

## 雙價配體
雙價配體由兩個配體分子相連組成。這種配體已應用於對G蛋白偶联受体低聚物的檢測和性質研究上。雙價配體分子通常很大，往往沒什麼藥用價值（參見里賓斯基五規則），因此在臨床上沒有太大用處。

## 特別結構
特別結構（privileged scaffold）是指一種統計學意义上在已知藥物或特定生物活性化合物中反复出现的分子框架或元素。這些特別的元素可爲設計新的活性生物化合物或化合物庫奠定基礎。

## 外部連結
- BindingDB （页面存档备份，存于）, a public database of measured protein-ligand binding affinities.
- BioLiP （页面存档备份，存于）, a comprehensive database for ligand-protein interactions.